# BRD Bucharest Open 2016
BRD Bucharest Open 2016 byl profesionální tenisový turnaj ženského okruhu WTA Tour, který se odehrával na otevřených antukových dvorcích městského areálu Arenele BNR. Probíhal mezi 11. až 17. červencem 2016 v rumunské metropoli Bukurešti jako třetí ročník turnaje.
Rozpočet činil 250 000 dolarů a událost se řadila do kategorie WTA International. Nejvýše nasazenou hráčkou ve dvouhře se stala domácí světová pětka Simona Halepová. Jako poslední přímá účastnice do dvouhry nastoupila 197. ruská tenistka žebříčku Polina Lejkinová.
Singlovou soutěž ovládla Simona Halepová, která ve finálovém střetnutí vyhrála dvakrát 6–0. Vítězem deblové části se stal australsko-thajský pár Jessica Mooreová a Varatčaja Vongteančajová, jenž na turnaji zaznamenal první společný triumf.

## Distribuce bodů a finančních odměn

### Distribuce bodů
| Soutěž  | vítězky | finalistky | semifinalistky | čtvrtfinalistky | 16 v kole | 32 v kole | Q  | Q3 | Q2 | Q1 |
| ------- | ------- | ---------- | -------------- | --------------- | --------- | --------- | -- | -- | -- | -- |
| dvouhra | 280     | 180        | 110            | 60              | 30        | 1         | 18 | 14 | 10 | 1  |
| čtyřhra | 280     | 180        | 110            | 60              | 1         | —         | —  | —  | —  | —  |

### Finanční odměny
| Soutěž  | vítězky | finalistky | semifinalistky | čtvrtfinalistky | 16 v kole | 32 v kole | Q3     | Q2   | Q1   |
| ------- | ------- | ---------- | -------------- | --------------- | --------- | --------- | ------ | ---- | ---- |
| dvouhra | $43 000 | $21 400    | $11 300        | $5 900          | $3 310    | $1 925    | $1 005 | $730 | $530 |
| čtyřhra | $12 300 | $6 040     | $3 435         | $1 820          | $960      | —         | —      | —    | —    |

## Ženská dvouhra

### Nasazení
| Stát                           | Hráčka                    | WTA | Nasazení |
| ------------------------------ | ------------------------- | --- | -------- |
| Rumunsko                       | Simona Halepová           | 5.  | 1.       |
| Itálie                         | Sara Erraniová            | 21. | 2.       |
| Slovensko                      | Anna Karolína Schmiedlová | 40. | 3.       |
| Německo                        | Laura Siegemundová        | 42. | 4.       |
| Rumunsko                       | Monica Niculescuová       | 47. | 5.       |
| Černá Hora                     | Danka Kovinićová          | 52. | 6.       |
| Lotyšsko                       | Anastasija Sevastovová    | 66. | 7.       |
| Turecko                        | Çağla Büyükakçay          | 77. | 8.       |
| Žebříček WTA k 27. červnu 2016 |                           |     |          |

### Jiné formy účasti
Následující hráčky obdržely divokou kartu do hlavní soutěže:
- Ioana Mincăová
- Elena Gabriela Ruseová
- Francesca Schiavoneová

Následující hráčky postoupily z kvalifikace:
- Misa Egučiová
- Elica Kostovová
- Nadia Podoroská
- Isabella Šinikovová

Následující hráčka postoupila z kvalifikace jako tzv. šťastná poražená:
- Sü Š'-lin[1]

### Odhlášení
před zahájením turnaje
- Denisa Alertová → nahradila ji Barbora Krejčíková
- Zarina Dijasová → nahradila ji Paula Kaniová
- Karin Knappová → nahradila ji Sesil Karatančevová
- Julia Putincevová → nahradila ji Romina Oprandiová
- Jaroslava Švedovová → nahradila ji Sü Š'-lin
- Anna Tatišviliová → nahradila ji Polina Lejkinová

## Ženská čtyřhra

### Nasazení
| Stát                                                                          | Hráčka                 | Stát       | Hráčka                | WTA  | Nasazení |
| ----------------------------------------------------------------------------- | ---------------------- | ---------- | --------------------- | ---- | -------- |
| Gruzie                                                                        | Oxana Kalašnikovová    | Kazachstán | Jaroslava Švedovová   | 53.  | 1.       |
| Polsko                                                                        | Paula Kaniová          | Česko      | Barbora Krejčíková    | 101. | 2.       |
| Rumunsko                                                                      | Andreea Mituová        | Polsko     | Alicja Rosolská       | 153. | 3.       |
| Belgie                                                                        | Ysaline Bonaventureová | Rumunsko   | Ioana Raluca Olaruová | 167. | 4.       |
| Žebříček WTA k 27. červnu 2016; číslo je součtem umístění obou členek dvojice |                        |            |                       |      |          |

### Jiné formy účasti
Následující páry obdržely divokou kartu do hlavní soutěže:
- Cristina Dinuová /  Elena Gabriela Ruseová
- Irina Maria Baraová /  Nicoleta Dascăluová

## Přehled finále

### Ženská dvouhra
- Simona Halepová vs.  Anastasija Sevastovová, 6–0, 6–0

### Ženská čtyřhra
- Jessica Mooreová /  Varatčaja Vongteančajová vs.  Alexandra Cadanțuová /  Katarzyna Piterová, 6–3, 7–6(7–5)